# Puchar Świata w łyżwiarstwie szybkim 1986/1987
Puchar Świata w łyżwiarstwie szybkim 1986/1987 był 2. edycją tej imprezy. Pierwsze zawody cyklu odbyły się 29 listopada 1986 roku w Berlinie, a ostatnie zostały rozegrane 15 marca 1987 roku w Inzell.
Puchar Świata rozgrywano w 13 miastach, w 11 krajach, na 2 kontynentach.
Wśród kobiet po dwa tytuły zdobyły: Amerykanka Bonnie Blair, która  wygrała na 500 m i 1000 m oraz Holenderka Yvonne van Gennip, która była najlepsza w klasyfikacjach 1500 m i 3000/5000 m. Wśród mężczyzn zwyciężali: Amerykanin Nick Thometz na 500 m i 1000 m, Szwed Hans Magnusson na 1500 m oraz Norweg Geir Karlstad w klasyfikacji 5000/10 000 m.

## Medaliści zawodów

### Kobiety

#### Wyniki
| Data                      | Miejsce                                                           | Konkurencja                                                       | Zwycięzca                                                         | 2. miejsce                                                        | 3. miejsce                                                        |
| ------------------------- | ----------------------------------------------------------------- | ----------------------------------------------------------------- | ----------------------------------------------------------------- | ----------------------------------------------------------------- | ----------------------------------------------------------------- |
| 29-30 listopada 1986      | Berlin                                                            | 500 m (29 listopada)                                              | Bonnie Blair                                                      | Karin Kania                                                       | Irina Kulesiowa                                                   |
| 29-30 listopada 1986      | Berlin                                                            | 1000 m (29 listopada)                                             | Karin Kania                                                       | Bonnie Blair                                                      | Irina Kulesiowa                                                   |
| 29-30 listopada 1986      | Berlin                                                            | 500 m (30 listopada)                                              | Bonnie Blair                                                      | Karin Kania                                                       | Edel Therese Høiseth                                              |
| 29-30 listopada 1986      | Berlin                                                            | 1000 m (30 listopada)                                             | Karin Kania                                                       | Bonnie Blair                                                      | Constanze Moser                                                   |
| 29-30 listopada 1986      | Heerenveen                                                        | 3000 m (29 listopada)                                             | Yvonne van Gennip                                                 | Marieke Stam                                                      | Katie Class                                                       |
| 29-30 listopada 1986      | Heerenveen                                                        | 1500 m (30 listopada)                                             | Yvonne van Gennip                                                 | Marieke Stam                                                      | Katie Class                                                       |
| 6-7 grudnia 1986          | Assen                                                             | 500 m (6 grudnia)                                                 | Bonnie Blair                                                      | Ingrid Haringa                                                    | Edel Therese Høiseth                                              |
| 6-7 grudnia 1986          | Assen                                                             | 1000 m (6 grudnia)                                                | Bonnie Blair                                                      | Ingrid Haringa                                                    | Emese Nemeth-Hunyady                                              |
| 6-7 grudnia 1986          | Assen                                                             | 500 m (7 grudnia)                                                 | Bonnie Blair                                                      | Christine Aaftink                                                 | Erwina Ryś-Ferens                                                 |
| 6-7 grudnia 1986          | Assen                                                             | 1000 m (7 grudnia)                                                | Bonnie Blair                                                      | Christine Aaftink                                                 | Erwina Ryś-Ferens                                                 |
| 6-7 grudnia 1986          | Berlin                                                            | 1500 m (6 grudnia)                                                | Karin Kania                                                       | Andrea Ehrig-Mitscherlich                                         | Sabine Brehm                                                      |
| 6-7 grudnia 1986          | Berlin                                                            | 3000 m (7 grudnia)                                                | Karin Kania                                                       | Andrea Ehrig-Mitscherlich                                         | Yvonne van Gennip                                                 |
| 10 stycznia 1987          | Davos                                                             | 500 m (10 stycznia)                                               | Bonnie Blair                                                      | Karin Kania                                                       | Angela Stahnke                                                    |
| 10 stycznia 1987          | Davos                                                             | 1500 m (10 stycznia)                                              | Andrea Ehrig-Mitscherlich                                         | Karin Kania                                                       | Bonnie Blair                                                      |
| 11-12 stycznia 1987       | 12. mistrzostwa Europy w wieloboju kobiet 1987 – Groningen        | 12. mistrzostwa Europy w wieloboju kobiet 1987 – Groningen        | 12. mistrzostwa Europy w wieloboju kobiet 1987 – Groningen        | 12. mistrzostwa Europy w wieloboju kobiet 1987 – Groningen        | 12. mistrzostwa Europy w wieloboju kobiet 1987 – Groningen        |
| 24-25 stycznia 1987       | Lake Placid                                                       | 500 m (24 stycznia)                                               | Bonnie Blair                                                      | Monika Gawenus-Pflug                                              | Seiko Hashimoto                                                   |
| 24-25 stycznia 1987       | Lake Placid                                                       | 1500 m (24 stycznia)                                              | Katie Class                                                       | Marieke Stam                                                      | Leslie Bader                                                      |
| 24-25 stycznia 1987       | Lake Placid                                                       | 1000 m (25 stycznia)                                              | Bonnie Blair                                                      | Seiko Hashimoto                                                   | Tatjana Kabutowa                                                  |
| 24-25 stycznia 1987       | Lake Placid                                                       | 3000 m (25 stycznia)                                              | Petra Moolhuizen                                                  | Grietje Mulder                                                    | Leslie Bader                                                      |
| 31 stycznia-1 lutego 1987 | 18. Mistrzostwa świata w wieloboju sprinterskim 1987 – Sainte-Foy | 18. Mistrzostwa świata w wieloboju sprinterskim 1987 – Sainte-Foy | 18. Mistrzostwa świata w wieloboju sprinterskim 1987 – Sainte-Foy | 18. Mistrzostwa świata w wieloboju sprinterskim 1987 – Sainte-Foy | 18. Mistrzostwa świata w wieloboju sprinterskim 1987 – Sainte-Foy |
| 7-8 lutego 1987           | 45. mistrzostwa świata w wieloboju kobiet 1987 – West Allis       | 45. mistrzostwa świata w wieloboju kobiet 1987 – West Allis       | 45. mistrzostwa świata w wieloboju kobiet 1987 – West Allis       | 45. mistrzostwa świata w wieloboju kobiet 1987 – West Allis       | 45. mistrzostwa świata w wieloboju kobiet 1987 – West Allis       |
| 28 lutego-1 marca 1987    | Helsinki                                                          | 500 m (28 lutego)                                                 | Bonnie Blair                                                      | Karin Kania                                                       | Natalja Artamonowa                                                |
| 28 lutego-1 marca 1987    | Helsinki                                                          | 1500 m (28 lutego)                                                | Yvonne van Gennip                                                 | Andrea Ehrig-Mitscherlich                                         | Bonnie Blair                                                      |
| 28 lutego-1 marca 1987    | Helsinki                                                          | 1000 m (1 marca)                                                  | Karin Kania                                                       | Natalja Artamonowa                                                | Bonnie Blair                                                      |
| 28 lutego-1 marca 1987    | Helsinki                                                          | 3000 m (1 marca)                                                  | Andrea Ehrig-Mitscherlich                                         | Yvonne van Gennip                                                 | Jacqueline Börner                                                 |
| 4 marca 1987              | Skien                                                             | 500 m (4 marca)                                                   | Bonnie Blair                                                      | Ingrid Haringa                                                    | Christine Aaftink                                                 |
| 4 marca 1987              | Skien                                                             | 1500 m (4 marca)                                                  | Yvonne van Gennip                                                 | Natalie Grenier                                                   | Petra Moolhuizen                                                  |
| 5 marca 1987              | Larvik                                                            | 1000 m (5 marca)                                                  | Bonnie Blair                                                      | Natalie Grenier                                                   | Christine Aaftink                                                 |
| 5 marca 1987              | Larvik                                                            | 3000 m (5 marca)                                                  | Yvonne van Gennip                                                 | Marieke Stam                                                      | Petra Moolhuizen                                                  |
| 12-14 marca 1987          | Inzell                                                            | 500 m (12 marca)                                                  | Bonnie Blair                                                      | Ingrid Haringa                                                    | Christine Aaftink                                                 |
| 12-14 marca 1987          | Inzell                                                            | 1500 m (12 marca)                                                 | Yvonne van Gennip                                                 | Bonnie Blair                                                      | Natalie Grenier                                                   |
| 12-14 marca 1987          | Inzell                                                            | 1000 m (13 marca)                                                 | Bonnie Blair                                                      | Christine Aaftink                                                 | Ingrid Haringa                                                    |
| 12-14 marca 1987          | Inzell                                                            | 3000 m (13 marca)                                                 | Yvonne van Gennip                                                 | Marieke Stam                                                      | Petra Moolhuizen                                                  |
| 12-14 marca 1987          | Inzell                                                            | 5000 m (14 marca)                                                 | Yvonne van Gennip                                                 | Marieke Stam                                                      | Petra Moolhuizen                                                  |

#### Klasyfikacje
| Lp. | Zawodnik             | Punkty |
| --- | -------------------- | ------ |
| 1.  | Bonnie Blair         | 175    |
| 2.  | Ingrid Haringa       | 133    |
| 3.  | Edel Therese Høiseth | 123    |
| 4.  | Christine Aaftink    | 115    |
| 5.  | Karin Kania          | 106    |
| 6.  | Shelley Rhead        | 90     |
| 7.  | Emese Nemeth-Hunyady | 80     |
| 8.  | Katie Class          | 75     |
| 9.  | Irina Kulesiowa      | 71     |
| 10. | Natalie Grenier      | 67     |

| Lp. | Zawodnik             | Punkty |
| --- | -------------------- | ------ |
| 1.  | Bonnie Blair         | 147    |
| 2.  | Ingrid Haringa       | 106    |
| 3.  | Christine Aaftink    | 103    |
| 4.  | Emese Nemeth-Hunyady | 95     |
| 5.  | Edel Therese Høiseth | 91     |
| 6.  | Natalie Grenier      | 84     |
| 7.  | Erwina Ryś-Ferens    | 80     |
| 8.  | Karin Kania          | 75     |
| 9.  | Shelley Rhead        | 62     |
| 10. | Heike Pöhland        | 60     |

| Lp. | Zawodnik                  | Punkty |
| --- | ------------------------- | ------ |
| 1.  | Yvonne van Gennip         | 118    |
| 2.  | Marieke Stam              | 102    |
| 3.  | Leslie Bader              | 93     |
| 3.  | Katie Class               | 93     |
| 5.  | Bonnie Blair              | 80     |
| 6.  | Karin Kania               | 79     |
| 6.  | Natalie Grenier           | 79     |
| 8.  | Andrea Ehrig-Mitscherlich | 69     |
| 9.  | Petra Moolhuizen          | 68     |
| 10. | Jacqueline Börner         | 54     |

| Lp. | Zawodnik              | Punkty |
| --- | --------------------- | ------ |
| 1.  | Yvonne van Gennip     | 142    |
| 2.  | Marieke Stam          | 118    |
| 3.  | Petra Moolhuizen      | 101    |
| 4.  | Leslie Bader          | 83     |
| 5.  | Elena Belci-Dal Farra | 81     |
| 6.  | Katie Class           | 79     |
| 7.  | Natalie Grenier       | 75     |
| 8.  | Angelika Haßmann      | 70     |
| 9.  | Ariane Loignon        | 54     |
| 10. | Minna Nystedt         | 50     |
| 10. | Ingrid Paul           | 50     |

### Mężczyźni

#### Wyniki
| Data                      | Miejsce                                                           | Konkurencja                                                       | Zwycięzca                                                         | 2. miejsce                                                        | 3. miejsce                                                        |
| ------------------------- | ----------------------------------------------------------------- | ----------------------------------------------------------------- | ----------------------------------------------------------------- | ----------------------------------------------------------------- | ----------------------------------------------------------------- |
| 29-30 listopada 1986      | Berlin                                                            | 500 m (29 listopada)                                              | Igor Żelezowski                                                   | Akira Kuroiwa                                                     | Dan Jansen                                                        |
| 29-30 listopada 1986      | Berlin                                                            | 1000 m (29 listopada)                                             | Igor Żelezowski                                                   | Witalij Makowiecki                                                | Konstantin Kudriawcew Nick Thometz                                |
| 29-30 listopada 1986      | Berlin                                                            | 500 m (30 listopada)                                              | Igor Żelezowski                                                   | Dan Jansen Uwe-Jens Mey                                           |                                                                   |
| 29-30 listopada 1986      | Berlin                                                            | 1000 m (30 listopada)                                             | Igor Żelezowski                                                   | Dan Jansen                                                        | Uwe-Jens Mey                                                      |
| 6-7 grudnia 1986          | Assen                                                             | 500 m (6 grudnia)                                                 | Akira Kuroiwa                                                     | Dan Jansen                                                        | Nick Thometz                                                      |
| 6-7 grudnia 1986          | Assen                                                             | 1000 m (6 grudnia)                                                | Dan Jansen                                                        | Akira Kuroiwa                                                     | Nick Thometz                                                      |
| 6-7 grudnia 1986          | Assen                                                             | 500 m (7 grudnia)                                                 | Akira Kuroiwa                                                     | Daniel Turcotte                                                   | Frode Rønning                                                     |
| 6-7 grudnia 1986          | Assen                                                             | 1000 m (7 grudnia)                                                | Dan Jansen                                                        | Akira Kuroiwa                                                     | Gaétan Boucher                                                    |
| 6-7 grudnia 1986          | Berlin                                                            | 1500 m (6 grudnia)                                                | Peter Adeberg                                                     | Michael Hadschieff                                                | Dave Silk                                                         |
| 6-7 grudnia 1986          | Berlin                                                            | 5000 m (7 grudnia)                                                | Michael Hadschieff                                                | Leo Visser                                                        | Geir Karlstad                                                     |
| 10 stycznia 1987          | Baselga di Pinè                                                   | 500 m (9 stycznia)                                                | Akira Kuroiwa                                                     | Nick Thometz                                                      | Jan Ykema                                                         |
| 10 stycznia 1987          | Baselga di Pinè                                                   | 1000 m (9 stycznia)                                               | Akira Kuroiwa                                                     | Nick Thometz                                                      | Gaétan Boucher                                                    |
| 11 stycznia 1987          | Innsbruck                                                         | 1500 m (11 stycznia)                                              | Hein Vergeer                                                      | Pertti Niittylä                                                   | Markus Tröger                                                     |
| 11 stycznia 1987          | Innsbruck                                                         | 5000 m (11 stycznia)                                              | Leo Visser                                                        | Geir Karlstad                                                     | Pertti Niittylä                                                   |
| 17-18 stycznia 1987       | Davos                                                             | 500 m (5 marca)                                                   | Nick Thometz                                                      | Uwe-Jens Mey                                                      | Konstantin Charitonow                                             |
| 17-18 stycznia 1987       | Davos                                                             | 1500 m (5 marca)                                                  | Wiktor Szaszerin                                                  | Hans Magnusson                                                    | Oleg Bożjew                                                       |
| 17-18 stycznia 1987       | Davos                                                             | 1000 m (6 marca)                                                  | Nick Thometz                                                      | Uwe-Jens Mey                                                      | Wiktor Szaszerin                                                  |
| 17-18 stycznia 1987       | Davos                                                             | 5000 m (6 marca)                                                  | Geir Karlstad                                                     | Konstantin Korotkow                                               | Michael Hadschieff                                                |
| 24-25 stycznia 1987       | 84. mistrzostwa Europy w wieloboju 1987 – Trondheim               | 84. mistrzostwa Europy w wieloboju 1987 – Trondheim               | 84. mistrzostwa Europy w wieloboju 1987 – Trondheim               | 84. mistrzostwa Europy w wieloboju 1987 – Trondheim               | 84. mistrzostwa Europy w wieloboju 1987 – Trondheim               |
| 24-25 stycznia 1987       | Lake Placid                                                       | 500 m (24 stycznia)                                               | Nick Thometz                                                      | Siergiej Fokiczew                                                 | Yukihiro Mitani                                                   |
| 24-25 stycznia 1987       | Lake Placid                                                       | 1000 m (25 stycznia)                                              | Akira Kuroiwa                                                     | Nick Thometz                                                      | Igor Żelezowski                                                   |
| 31 stycznia-1 lutego 1987 | 18. Mistrzostwa świata w wieloboju sprinterskim 1987 – Sainte-Foy | 18. Mistrzostwa świata w wieloboju sprinterskim 1987 – Sainte-Foy | 18. Mistrzostwa świata w wieloboju sprinterskim 1987 – Sainte-Foy | 18. Mistrzostwa świata w wieloboju sprinterskim 1987 – Sainte-Foy | 18. Mistrzostwa świata w wieloboju sprinterskim 1987 – Sainte-Foy |
| 14-15 lutego 1987         | 81. mistrzostwa świata w wieloboju 1987 – Heerenveen              | 81. mistrzostwa świata w wieloboju 1987 – Heerenveen              | 81. mistrzostwa świata w wieloboju 1987 – Heerenveen              | 81. mistrzostwa świata w wieloboju 1987 – Heerenveen              | 81. mistrzostwa świata w wieloboju 1987 – Heerenveen              |
| 28 lutego-1 marca 1987    | Hamar                                                             | 500 m (28 lutego)                                                 | Siergiej Fokiczew                                                 | Nick Thometz                                                      | Uwe-Jens Mey                                                      |
| 28 lutego-1 marca 1987    | Hamar                                                             | 1500 m (28 lutego)                                                | Michael Hadschieff                                                | Hein Vergeer                                                      | Hans Magnusson                                                    |
| 28 lutego-1 marca 1987    | Hamar                                                             | 1000 m (1 marca)                                                  | Nick Thometz                                                      | Erik Henriksen                                                    | Nikołaj Gulajew                                                   |
| 28 lutego-1 marca 1987    | Hamar                                                             | 5000 m (1 marca)                                                  | Geir Karlstad                                                     | Christian Eminger                                                 | Hein Vergeer                                                      |
| 4-5 marca 1987            | Östersund                                                         | 500 m (4 marca)                                                   | Nick Thometz                                                      | Frode Rønning                                                     | Dan Jansen                                                        |
| 4-5 marca 1987            | Östersund                                                         | 1500 m (4 marca)                                                  | Rolf Falk-Larssen                                                 | Hans Magnusson                                                    | Hansjörg Baltes                                                   |
| 4-5 marca 1987            | Östersund                                                         | 1000 m (5 marca)                                                  | Nick Thometz                                                      | Erik Henriksen                                                    | Hans Magnusson                                                    |
| 4-5 marca 1987            | Östersund                                                         | 5000 m (5 marca)                                                  | Geir Karlstad                                                     | Per Bengtsson                                                     | Joakim Karlberg                                                   |
| 14-15 marca 1987          | Inzell                                                            | 500 m (14 marca)                                                  | Nick Thometz                                                      | Makoto Hirose                                                     | Akira Kuroiwa                                                     |
| 14-15 marca 1987          | Inzell                                                            | 1000 m (14 marca)                                                 | Nick Thometz                                                      | Uwe Streb                                                         | Nikołaj Gulajew                                                   |
| 14-15 marca 1987          | Inzell                                                            | 5000 m (14 marca)                                                 | Geir Karlstad                                                     | Michael Hadschieff                                                | Hansjörg Baltes                                                   |
| 14-15 marca 1987          | Inzell                                                            | 500 m (15 marca)                                                  | Akira Kuroiwa                                                     | Nick Thometz                                                      | Siergiej Fokiczew                                                 |
| 14-15 marca 1987          | Inzell                                                            | 1500 m (15 marca)                                                 | Hein Vergeer                                                      | Hans Magnusson                                                    | Michael Hadschieff                                                |
| 14-15 marca 1987          | Inzell                                                            | 10 000 m (15 marca)                                               | Geir Karlstad                                                     | Michael Hadschieff                                                | Gerard Kemkers                                                    |

#### Klasyfikacje
| Lp. | Zawodnik           | Punkty |
| --- | ------------------ | ------ |
| 1.  | Nick Thometz       | 202    |
| 2.  | Akira Kuroiwa      | 196    |
| 3.  | Dan Jansen         | 155    |
| 4.  | Jan Ykema          | 123    |
| 5.  | Frode Rønning      | 120    |
| 6.  | Uwe-Jens Mey       | 108    |
| 7.  | Siergiej Fokiczew  | 100    |
| 8.  | Guy Thibault       | 88     |
| 9.  | Witalij Makowiecki | 78     |
| 10. | Geert Kuiper       | 74     |

| Lp. | Zawodnik        | Punkty |
| --- | --------------- | ------ |
| 1.  | Nick Thometz    | 184    |
| 2.  | Akira Kuroiwa   | 162    |
| 3.  | Dan Jansen      | 130    |
| 4.  | Uwe Streb       | 114    |
| 5.  | Erik Henriksen  | 109    |
| 6.  | Gaétan Boucher  | 104    |
| 7.  | Jan Ykema       | 81     |
| 8.  | Guy Thibault    | 78     |
| 9.  | Uwe-Jens Mey    | 71     |
| 10. | Igor Żelezowski | 70     |

| Lp. | Zawodnik           | Punkty |
| --- | ------------------ | ------ |
| 1.  | Hans Magnusson     | 122    |
| 2.  | Michael Hadschieff | 121    |
| 3.  | Hein Vergeer       | 117    |
| 4.  | Rolf Falk-Larssen  | 108    |
| 5.  | Bjørn Arne Nyland  | 80     |
| 6.  | Dave Silk          | 77     |
| 7.  | Joakim Karlberg    | 74     |
| 8.  | Markus Tröger      | 70     |
| 9.  | Hansjörg Baltes    | 69     |
| 10. | Oleg Bożjew        | 54     |
| 10. | Leo Visser         | 54     |

| Lp. | Zawodnik           | Punkty |
| --- | ------------------ | ------ |
| 1.  | Geir Karlstad      | 172    |
| 2.  | Michael Hadschieff | 143    |
| 3.  | Leo Visser         | 131    |
| 4.  | Christian Eminger  | 113    |
| 5.  | Per Bengtsson      | 101    |
| 6.  | Dave Silk          | 95     |
| 7.  | Gerard Kemkers     | 92     |
| 8.  | Joakim Karlberg    | 84     |
| 9.  | Pertti Niittylä    | 70     |
| 10. | Rolf Falk-Larssen  | 69     |